# Poblado íbero Can Olivé
El poblado íbero Can Oliver, Bien Cultural de Interés Nacional desde 2017, es un asentamiento íbero de grandes dimensiones que se encuentra en la sierra de Collserola, en el territorio antiguamente conocido como  Layetania y, actualmente, dentro del término municipal de Sardañola del Vallés, en el barrio de Montflorit. Se trata de un yacimiento arqueológico que estuvo habitado entre el siglo VI a. C. hasta el 50 a. C. y más adelante, en la Edad Media.

## Historia
El poblado está situado de manera estratégica sobre un cerro, como la mayoría de los poblados layetanos ibéricos desde donde las familias de posición social más elevada podían controlar ampliamente el territorio, formado por campos de cultivo, divididos en terrazas para adaptarse al terreno, y pequeños núcleos agrícolas. Desde la colina se observa toda la llanura del Vallés.

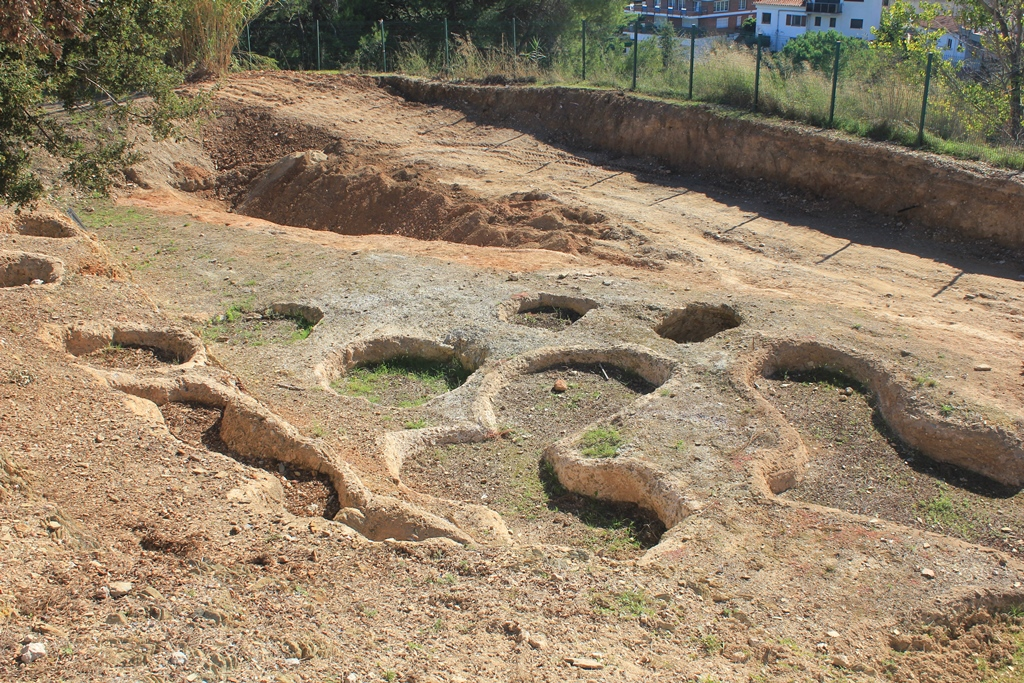
Campo de silos.

El poblado fue habitado durante toda la época de los íberos. Inicialmente era sólo un cúmulo alineado de casas sencillas construidas dentro de un gran recorte. Durante la época del ibérico pleno, se agrandaron y diversificaron las viviendas, y vivió su momento de esplendor cuando se construyó un gran acceso, un foso y un campo de silos con el objetivo de almacenar los excedentes de la producción agrícola, que posteriormente se comercializaban con otros pueblos mediterráneos.
El poblado fue destruido a fines del siglo III a. C. o principios del II a. C., debido a la segunda guerra púnica (218 a. C.-206 a. C.), pero se reconstruyó durante el ibérico final. Años más tarde, con la llegada de la nueva organización territorial impuesta por  romanos, los iberos abandonaron el poblado definitivamente.
Durante los  siglos IX y X, en la época alto medieval, el poblado fue habitado de nuevo, aprovechando algunas construcción y silos de los íberos. Se cree que podría haber formado parte de la red defensiva de la zona. En un documento del 998 del cartulario del monasterio de San Cugat recibe el nombre de Castello.

## Excavaciones y catalogación
Se tiene constancia de la existencia del poblado ibérico desde 1919. Las excavaciones comenzaron en 1954, pero se abandonaron en los años 60. Los trabajos se continuaron a partir de 1986 a cargo del Colectivo de Búsquedas Arqueológicas de Cerdanyola y más adelante por empleados del Servicio de Patrimonio del ayuntamiento local. 
En noviembre de 1999 se inauguró la primera fase del museo. Desde entonces, anualmente se está catalogando los hallazgos restaurados durante el año anterior. Actualmente se pueden observar las calles bien definidas, así como casas y otros restos, accesibles al público.
El 1 de octubre de 2010 se inauguró el Museo Ibérico de Ca n'Oliver, ubicado en la antigua cantera del poblado, donde se muestra el gran volumen de objetos recuperados en las excavaciones, integrando el poblado en la «Ruta de los Íberos».

## Partes representativas del Poblado

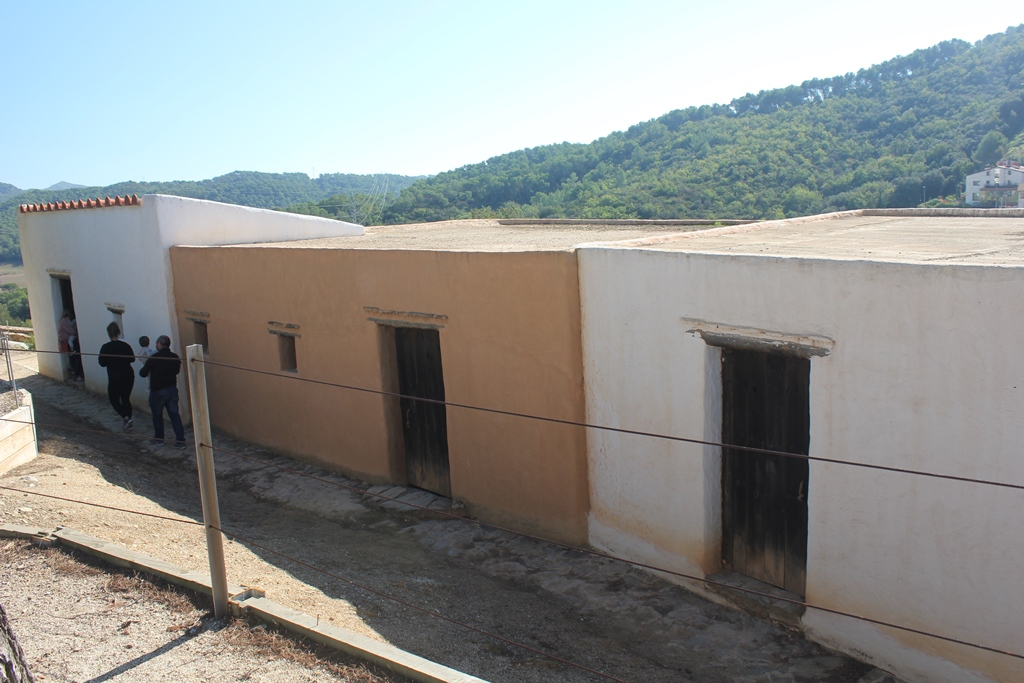
Edificios íberos reconstruidos

Hay diferentes partes identificadas suficientemente representativas de lo que fue la vida en este poblado:
- El foso
- El campo de silos
- La entrada monumental
- La calle principal
- La casa del ibérico final
- Las viviendas superpuestas
- La casa del ibérico pleno
- La habitación del ibérico antiguo
- Tres edificios reconstruïdos: 
  - Casa del ibérico final (de finales del siglo III a principios del siglo I)
  - Casa del ibérico pleno (de finales del siglo V a la segunda mitad del siglo III)
  - Taller metalúrgico (de finales del siglo IV a la segunda mitad del siglo II)

## Íberos en Sardañola del Vallés
También se han encontrado restos de los íberos en otros puntos del territorio de Sardañola, como Can Xercavins, silos en Bellaterra o un yacimiento ibero-romano en la Facultad de Medicina de la UAB.